# Quercus aristata
Quercus aristata — вид рослин з родини букових (Fagaceae), поширений на заході Мексики.

## Опис
Це невелике вічнозелене дерево виростає приблизно до 4–12 м у висоту, зі стовбуром приблизно до 30–40 см у діаметрі. Кора луската, темно-сіра. Гілочки світло-коричневі, спочатку запушені. Листки вічнозелені, шкірясті, жорсткі, еліптично-довгасті, 3–15 × 2–7 см; верхівка тупа з коротким зубом із щетиною; основа клиноподібна або округла; край цілий, товстий, трохи загнутий, не лопатевий і не зубчастий, зі щетиною на кінці деяких вторинних жилок; верх жовтуватий, темно-зелений, ± голий; низ блідіший, з деякими пучками зірчастих волосків, також розташованих уздовж середньої жилки; ніжка листка ± гладка, завдовжки 5–10 мм. Чоловічі сережки завдовжки 5–10 см; жіночі суцвіття 1–6-квіткові. Жолуді однорічні, 1–2 разом, яйцюваті, запушені, завдовжки 1–1.5 см; чашечка охоплює від 1/3 до 1/2 горіха.

## Середовище проживання
Мексика (Синалоа, Наярит, Халіско, Герреро, Гуанахуато, Агуаскалієнтес), на висотах 400–1700 метрів. Він росте на сухих кам'янистих ґрунтах серед різних видів лісів.

## Використання
Використовується для дров і сільських будівельних проектів.

## Загрози
Ймовірно, загрозами є вирубка лісів і знищення середовищ існування, що тривають у лісах Мексиці. Сільське господарство, випас худоби, видобуток деревини та дров та посилення розвитку можуть вплинути на середовище існування цього виду.